# Mišo Smajlović
Mišo Smajlović est un footballeur international yougoslave et entraîneur bosnien né le 28 octobre 1938 à Sarajevo dans le royaume de Yougoslavie.
Il évoluait au poste d'attaquant.
Smajlović a été le sélectionneur de l'équipe de Bosnie-Herzégovine de 1999 à 2002.

## Carrière (joueur)

### Clubs
- 1958-1967 : Željezničar Sarajevo  Yougoslavie
- 1967-1968 : Standard de Liège  Belgique
- 1968-1969 : Olimpija Ljubljana  Yougoslavie
- 1969-1971 : NK Celik Zenica  Yougoslavie

### Sélections
- 4 sélections et 1 but avec l'équipe de Yougoslavie entre 1963 et 1964.

## Carrière (entraîneur)
- 1988-1991 : Željezničar Sarajevo  Yougoslavie
- 1994-1997 : Željezničar Sarajevo  Yougoslavie
- 1997-1999 :  Bosnie-Herzégovine -21 ans
- 1999-2002 :  Bosnie-Herzégovine